# Bébé roi
Bébé roi è un cortometraggio muto del 1911 diretto da Louis Feuillade.

## Produzione
Il film fu prodotto dalla Société des Etablissements L. Gaumont

## Distribuzione
Distribuito dalla Société des Etablissements L. Gaumont, uscì nelle sale cinematografiche francesi nel 1911.
Negli Stati Uniti, venne distribuito il 1º agosto 1911 dalla Kleine Optical Company con il titolo inglese Jimmie Wears a Crown. Nelle proiezioni, veniva programmato con il sistema dello split reel, accorpato in un'unica bobina con un altro cortometraggio, il documentario An Aeroplane Disaster.